# Estación de Flamatt
La estación de Flamatt es una estación ferroviaria de la localidad suiza de Flamatt, perteneciente a la comuna suiza de Wünnewil-Flamatt, en el Cantón de Friburgo.

## Historia y situación

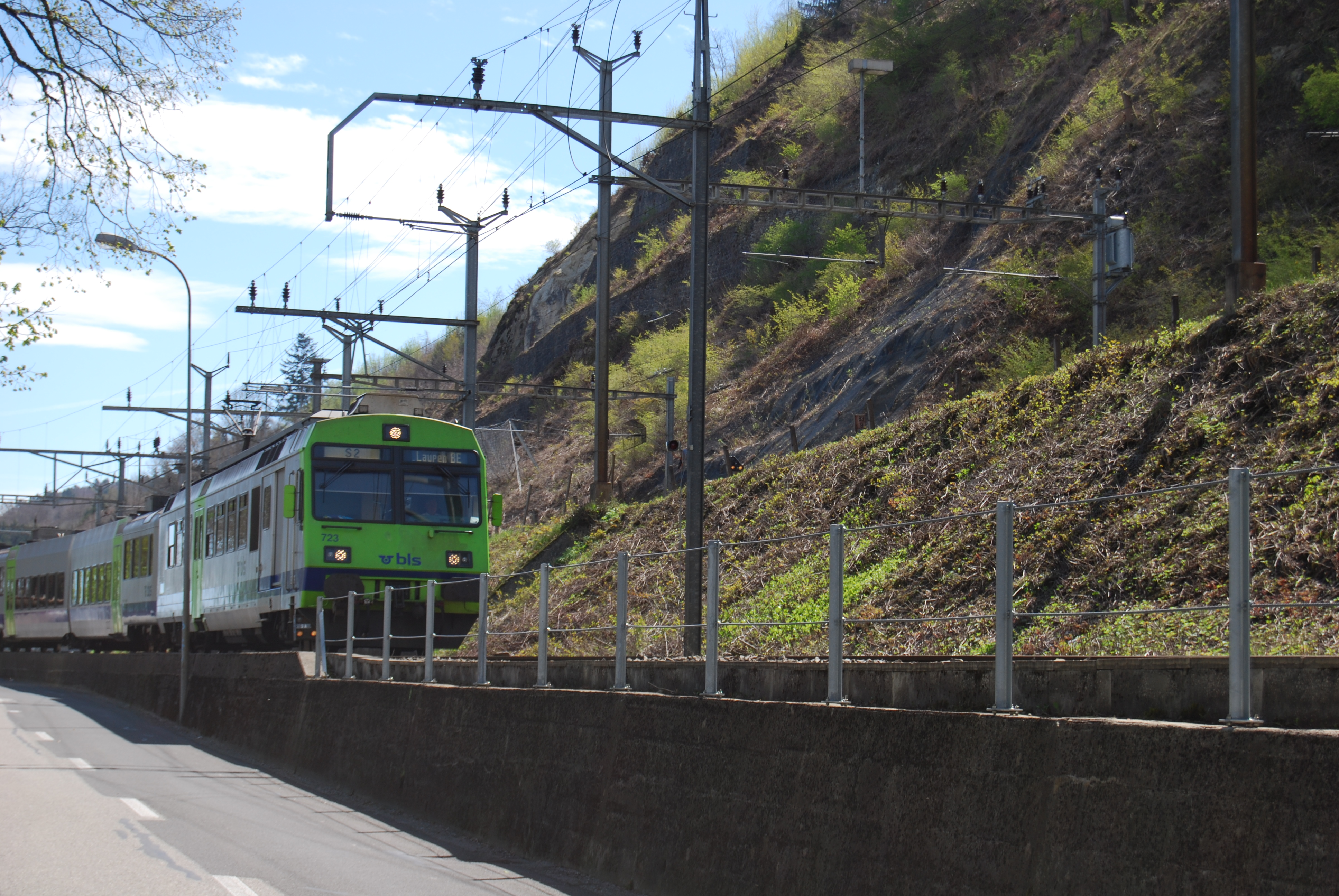
Tren de la línea S2 saliendo de Flamatt hacia Laupen

La estación de Flamatt fue inaugurada en el año 1860 con la puesta en servicio del tramo Düdingen - Thörishaus de la línea Lausana - Berna por Chemin de fer Lausanne-Fribourg-Berne (LFB), compañía que fue integrada en 1872 en Chemins de fer de la Suisse Occidentale (SO), que en 1881 fue absorbida por la Compagnie de la Suisse Occidentale et du Simplon (SOS). SOS se fusionó en 1890 conJura-Bern-Luzern-Bahn (JBL), y la nueva compañía  resultante sería Jura-Simplon-Bahn (JS), que en 1903 pasaría a ser absorbida por los SBB-CFF-FFS. En el año 1904 se abrió la línea Flamatt - Gümmenen por parte del Sensetalbahn (STB). En 1993 STB cerró el tramo Laupen - Gümmenen, dejando en servicio el tramo Flamatt - Laupen. En 1999 STB dejó de contar con su propio material ferroviario, alquilando material a SZU. En 2003 cesaría definitivamente de prestar los servicios ferroviarios, pasando desde 2004 a ser BLS el operador ferroviario de viajeros al incluir el ramal en la red S-Bahn Berna, y SBB-CFF-FFS opera los trenes de mercancías.
Se encuentra ubicada en el borde sureste del núcleo urbano de Flamatt, situado en el noreste de la comuna de Wünnewil-Flamatt. Cuenta con tres andenes, uno central y dos laterales a los que acceden tres vías pasantes y una vía muerta, a las que hay que sumar varias vías muertas y un par de vías de apartado en el este de la estación. En la estación se bifurca la línea hacia Laupen de la línea hacia Lausana. En la comuna existen otras dos estaciones ferroviarias, Flamatt Dorf en la línea de Laupen y Wünnewil en la línea de Friburgo/Lausana.
En términos ferroviarios, la estación se sitúa en las líneas Lausana - Berna y Flamatt - Laupen (- Gümmenen). Sus dependencias ferroviarias colaterales son la estación de Wünnewil hacia Lausana, la estación de Thörishaus Dorf hacia Berna y la estación de Flamatt Dorf hacia Laupen.

## Servicios ferroviarios
Los servicios ferroviarios de esta estación están prestados por BLS:

### S-Bahn Berna
Desde la estación de Flamatt se puede ir a Friburgo, Berna y a otros destinos del cantón homónimo mediante la red S-Bahn Berna operada por BLS:
- S 1 Friburgo - Flamatt – Berna – Münsingen – Thun
- S 2 Laupen - Flamatt – Berna – Konolfingen – Langnau